# Kaiserschacht
Der Kaiserschacht war eine Steinkohlengrube der Kleinopitzer Steinkohlenbau Aktiengesellschaft im westlichen Teil der Steinkohlenlagerstätte des Döhlener Beckens auf Kleinopitzer Flur.

## Geschichte
Am 6. April 1872 wurde die Kleinopitzer Steinkohlenbau Aktiengesellschaft mit einem Kapital von 160.000 Talern gegründet. Vorsitzender war der Dresdener Rechtsanwalt Arthur Pfeilschmidt, stellvertretender Vorsitzender war der Besitzer des Rittergutes Pretzschendorf, Gottlob Leberecht Meyer. Vorsitzender des Verwaltungsrates war der Dresdner Justitiar Richard Schanz. Im Herbst 1872 wurde bei 289,96 m NN mit dem Teufen eines Schachtes begonnen. Die Schachtscheibe maß 2,52 × 5,66 Meter. Beschäftigt waren 8 Arbeiter und ein Beamter.
1873 musste das Abteufen wegen zusitzender Wässer eingestellt werden. Das Königliche Steinkohlenwerk Zauckerode und das Kammergut Zauckerode klagten gegen das Unternehmen, da dieses offensichtlich unberechtigt Wasser aus dem am Schacht vorüber fließenden Quänebach entnommen und diesen verunreinigt hatte. Vorsitzender des Verwaltungsrates war in diesem Jahr der Dresdner Justitiar Hermann Ludwig Nake. Die Zahl der Beschäftigten stieg auf 26.
1874 wurde nach dem Aufstellen einer 10 PS starken Dampflokomobile zur Wasserhaltung der Teufbetrieb wieder aufgenommen. 
Direktoren der Gesellschaft waren nun der Dresdner Bauunternehmer Buchwald und der Dresdner Hübler. Beschäftigt waren jetzt 34 Arbeiter und zwei Beamte.
1875 wurde das Teufen mit jetzt 39 Beschäftigten fortgesetzt. Der Dresdner Bauunternehmer Buchwald war jetzt alleiniger Direktor der Gesellschaft. Zum weiteren Betrieb waren 58.545 Mark nötig geworden.
Am 2. März 1876 wurde ein Hauer durch ein im Schacht abgestürztes Brett erschlagen. Am 1. April 1876 erreichte man in einer Teufe von 305,72 Metern die 0,45 Meter mächtige Oberbank des 1. Flöz. Nach 1,30 Metern Zwischenmittel erreichte man bei 307,47 Metern Teufe das 1,00 Meter mächtige Hauptflöz. Der 1. Füllort wurde bei 309 Metern angeschlagen. Nach weiteren 0,60 Metern wurden 2 ca. 0,40 Meter mächtige Bänke des 2. Flözes durchörtert. Nach einem 10 Meter mächtigen Zwischenmittel durchteufte man zwei ca. 0,30 Meter mächtige Bänke des 3. Flözes. Bei einer Teufe von 321 Metern wurde der 2. Füllort angeschlagen. Nach 324,00 Metern erreichte man das silurische Grundgebirge und stellte das Teufen bei 326,00 Metern ein. Das 1. und 2. Flöz fielen mit 6° Richtung NO zur Hauptmulde ein. In dieser Richtung endete das Grubenfeld des Schachtes aber nach 150 bis 200 Metern. Man untersuchte alle 3 Flöze bis in eine Entfernung von 30 Metern Richtung Osten, Norden und Westen mit Strecken im Streichen und Fallen. Geplant waren ein Fallort im Flöz und ein Weiterteufen des Schachtes um das Flöz von Schacht aus mit einem Querschlag auf einer tieferen Sohle zu untersuchen. Gefördert wurden mit 26 Beschäftigten 255 t Kohle im Wert von 2986 Mark. Inzwischen war aber das Direktorium zurückgetreten und die Liquidatoren Friedländer und Wiegner führten die Geschäfte.
1877 übernahm der Reichenbacher Fabrikant Hermann Fürchtegott Berner die Grube und führte den Betrieb weiter. Die Untersuchung der Flöze wurde bis in eine Entfernung von 60 Metern vom Schacht Richtung Norden fortgesetzt. Zur Untersuchung des 3. Flözes wurde ein Querschlag Richtung Westen aufgefahren.  und das Flöz mit einem 10 Meter tiefen Fallort angefahren. Mit 21 Beschäftigten wurden 189 t Kohle im Wert von 880 Mark gefördert. Am 15. Mai 1878 wurde der Betrieb eingestellt.
1879 wurde der Schacht abgeworfen und verfüllt sowie die Knappschaftskasse des Betriebes aufgelöst.
Zwischen 1951 und 1953 baute der VEB Steinkohlenwerk Freital der VVB Steinkohle Zwickau im Grubenfeld des Kaiserschachtes von der 13. Hauptstrecke des Königin-Carola-Schachtes aus Restflächen bis zur Bauwürdigkeitsgrenze von 0,60 Metern ab.
1978 wurde der Schacht durch die Bergsicherung Dresden nachverwahrt.